# (23712) Willpatrick
(23712) Willpatrick est un astéroïde de la ceinture principale.

## Description
(23712) Willpatrick est un astéroïde de la ceinture principale. Il fut découvert le 1er janvier 1998 à Needville par William G. Dillon et Elizabeth R. Dillon. Il présente une orbite caractérisée par un demi-grand axe de 2,38 UA, une excentricité de 0,25 et une inclinaison de 23,5° par rapport à l'écliptique.

## Compléments